# Cranioleuca erythrops
Cranioleuca erythrops е вид птица от семейство Furnariidae.

## Разпространение
Видът е разпространен в Колумбия, Коста Рика, Еквадор и Панама.